# Dekanat Kamieniec Podolski
Dekanat Kamieniec Podolski – jeden z ośmiu dekanatów katolickich w diecezji kamienieckiej na Ukrainie.

## Parafie
- Demiankowce – parafia Matki Bożej Królowej
- Dunajowce – parafia św. Michała Archanioła
- Dunajowce (osiedle typu miejskiego) – parafia Najświętszego Serca Pana Jezusa
- Czymbarówka – parafia Matki Bożej Szkaplerznej
- Hołozubińce – parafia Niepokalanego Serca Najświętszej Maryi Panny
- Huta Jackowiecka (rejon dunajowiecki) – parafia Trójcy Przenajświętszej
- Iwankowce – parafia Matki Bożej Nieustającej Pomocy
- Kamieniec Podolski – Parafia katedralna św. Apostołów Piotra i Pawła
- Kamieniec Podolski (kaplica) – parafia Najświętszego Serca Pana Jezusa
- Kamieniec Podolski (paulini) – Parafia św. Mikołaja
- Kitajgród – parafia Nawiedzenia Najświętszej Maryi Panny
- Kołybajewka – parafia Chrystusa Króla Wszechświata
- Łoszkowce – parafia Matki Bożej Nieustającej Pomocy
- Mińkowce – parafia Podwyższenia Krzyża Świętego
- Morozów[1] (rejon dunajowiecki)  – parafia Matki Bożej Częstochowskiej
- Nesterowce – parafia Najświętszego Serca Pana Jezusa
- Nowa Huta, Nowa Huta – parafia Ducha Świętego
- Nowa Uszyca – parafia Przemienienia Pańskiego
- Orynin – parafia Trójcy Przenajświętszej
- Podleśny Mukarów (rejon dunajowiecki)- parafia św. Józefa
- Rudka – parafia Dobrego Pasterza
- Sachkamień (rejon kamieniecki) – parafia św. Andrzeja Ap.
- Słobódka Humieniecka – parafia św. Jana Chrzciciela
- Słobodka Rachnowiecka (rejon dunajowiecki) – parafia św. Stanisława B. M.
- Smotrycz – parafia św. Mikołaja
- Stara Huta – parafia św. Anny
- Struga – parafia Wszystkich Świętych
- Szebutyńce – parafia Miłosierdzia Bożego
- Tynna – parafia Wniebowzięcia Najświętszej Maryi Panny
- Zaleśce – parafia Wniebowzięcia Najświętszej Maryi Panny
- Zamiechów – parafia św. Jana Nepomucena
- Zińkowce – parafia Podwyższenia Krzyża Świętego
- Żwaniec – parafia Niepokalanego Poczęcia Najświętszej Maryi Panny